# Hemigephyra atra
Hemigephyra atra är en tvåvingeart som beskrevs av Lyneborg 1972. Hemigephyra atra ingår i släktet Hemigephyra och familjen stilettflugor. Inga underarter finns listade i Catalogue of Life.